# Бенедикт из Купры
Бенедикт (III век — Купра-Мариттима, 13 октября 304 года) — святой воин, мученик. Празднование 13 октября.
Согласно преданию, святой Бенедиктин был воином римского гарнизона, дислоцированного в Купре (современная Купра-Мариттима). Он был преследуем во времена преследований христиан, последовавшихй за четвертым указом императора Диоклетиана в 304 году. Воин Бенедиктин, о происхождении которого ничего не известно, не отрекся от христианской веры и был обезглавлен в день 13 октября 304 года на мосту ручья Меноккья. Он был брошен в тот же водный поток, который вынес его в море. Здесьего подобрал крестьянин, который хотел похоронил святого на ближайшем мысе. 
Гробница мученика вскоре стала местом поклонения, и вокруг нее со временем образовалось первоначальное ядро нынешнего Сан-Бенедетто-дель-Тронто. На самом деле кажется, что место первоначальной гробницы (катакомбы) совпадает с местом, на котором была построена первая церковь Сан-Бенедетто, на месте которой в XVIII веке была возведена нынешняя церковь монастыря Сан-Бенедетто-мартире, в центре Paese Alto.
Святой Бенедикт почитается как мученик. Он является покровителем Сан-Бенедетто-дель-Тронто. К его заступничеству прибегают при головных болях и заболеваниях головы.